# Vườn quốc gia Hamra
Vườn Quốc gia Hamra (tiếng Thụy Điển: Hamra Nationalpark) là một vườn quốc gia ở Ljusdal, Gävleborg, Thụy Điển. Được thành lập vào năm 1909 với diện tích ban đầu 28 ha, đây là một trong số những vườn quốc gia đầu tiên tại Thụy Điển. Năm 2011, vườn quốc gia được mở rộng lên thành 1383 ha.
Khu vực này là nơi sinh sống ngay từ thời kỳ đồ đá, chủ yếu là xung quanh hồ. Tuy nhiên, lãnh thổ vẫn còn tương đối thưa thớt dân cư cho đến khi thế kỷ 17, những người Phần Lan, Thụy Điển đã tới khu vực này, được biết đến với tên Rừng Phần Lan. Những người Phần Lan đốt nương rẫy để khai thác rừng. Dần dần, kỹ thuật này đã bị bỏ hoang, rừng đã trở thành nguyên liệu được sử dụng trong các ngành công nghiệp khai thác mỏ vào thế kỷ 19. Rừng Hamra ban đầu tương đối ảnh hưởng bởi hoạt động này. Vườn quốc gia ngày nay là những gì còn lại của một khu rừng nguyên sinh cuối thế kỷ 19 mà đã từng che phủ phần lớn Bắc Âu.
Tuy nhiên, mục đích ban đầu của vườn quốc gia này là để bảo vệ một khu vực tự nhiên cho hoạt động nghiên cứu khoa học và không nhằm bảo vệ một hệ sinh thái cho du lịch. Khi tầm nhìn của khái niệm vườn quốc gia phát triển trong nửa sau thế kỷ 20, khu vực này đã được đề xuất trở thành khu bảo tồn thiên nhiên, nhưng những gì đạt được chỉ là vườn quốc gia được mở rộng vào năm 2011 lên thành 1383 ha. Các khu vực mở rộng rất đa dạng, với cả những cánh rừng già, rừng gỗ nhỏ và một khu vực rộng lớn than bùn.
Vườn quốc gia ngày nay phân chia giữa một khu rừng già các loài cây cây lá kim, đặc điểm của rừng taiga và các vùng đất than bùn cận Bắc Cực. Những đầm lầy hầu như không bị ảnh hưởng bởi hệ thống các cửa thoát nước, thu hút một loạt các loài chim mặt nước. Đặc biệt, vườn quốc gia là nơi có nhiều loài rêu, nấm và côn trùng bị đe dọa ở Thụy Điển, quốc gia mà hầu hết rừng đều được khai thác. Tương tự như vậy, nhiều loài chim có môi trường sống tại các khu vực rừng già có mặt tại đây, tiêu biểu là các loài thuộc Bộ Cú và Gõ kiến.
Trước khi mở rộng, mỗi năm vườn quốc gia đón khoảng 5.000 lượt khách, và với việc mở rộng, cùng với các chính sách phát triển du lịch gắn với bảo vệ hệ sinh thái độc đáo tại đây, chính phủ hy vọng sẽ có nhiều khách du lịch hơn nữa tới đây.